# Apoteket Svanen, Lund

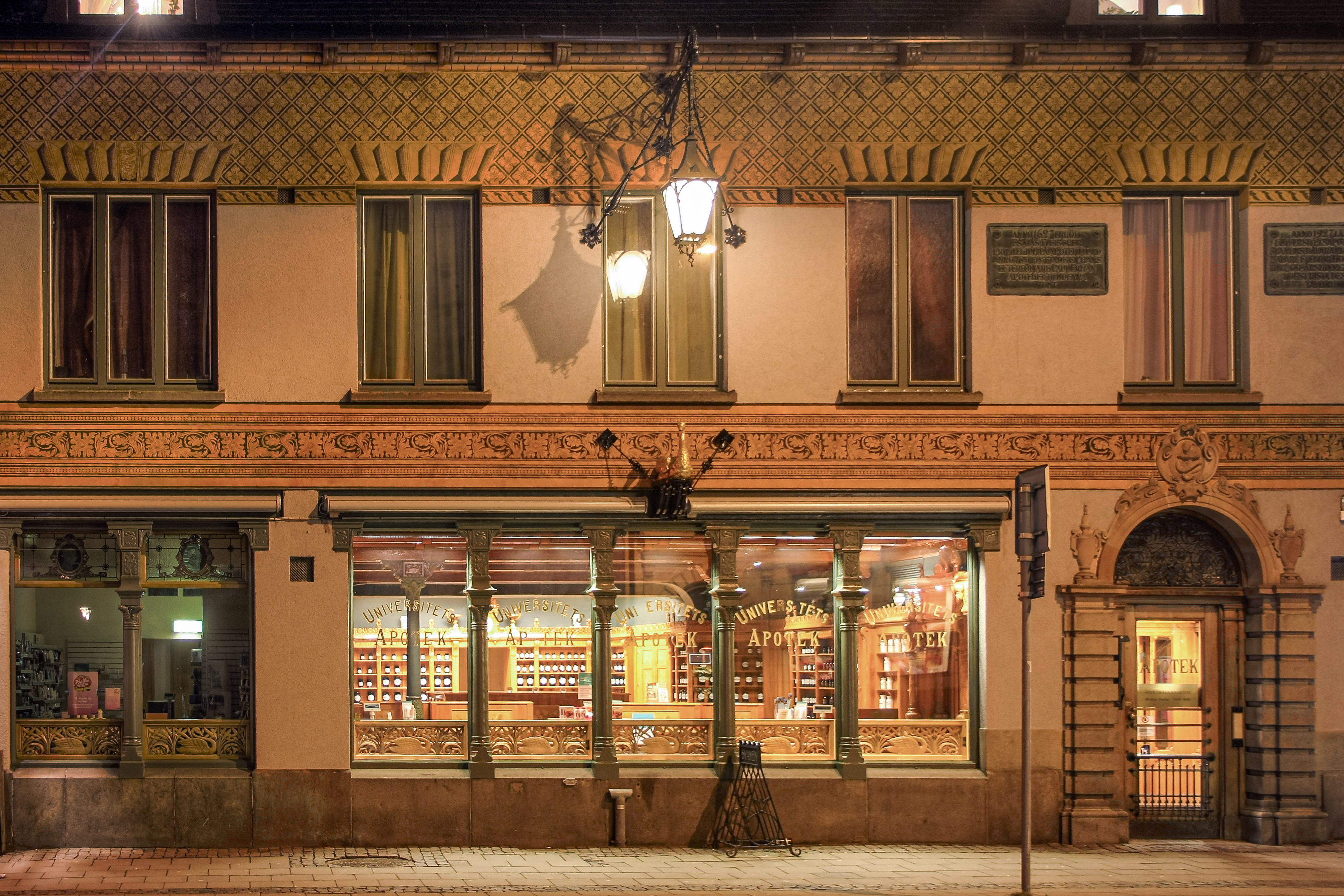
Apoteket Svanen

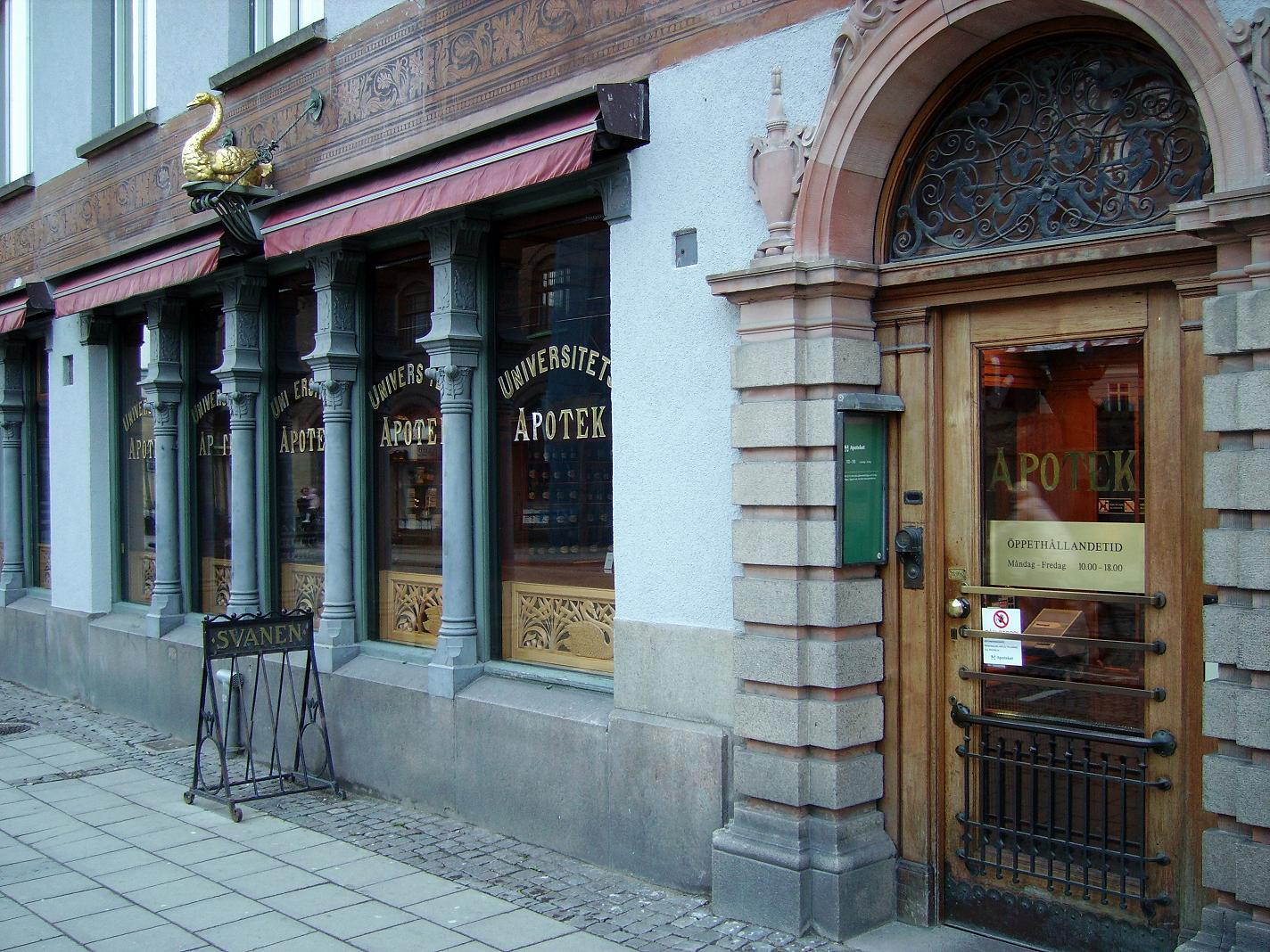
Apoteket Svanen

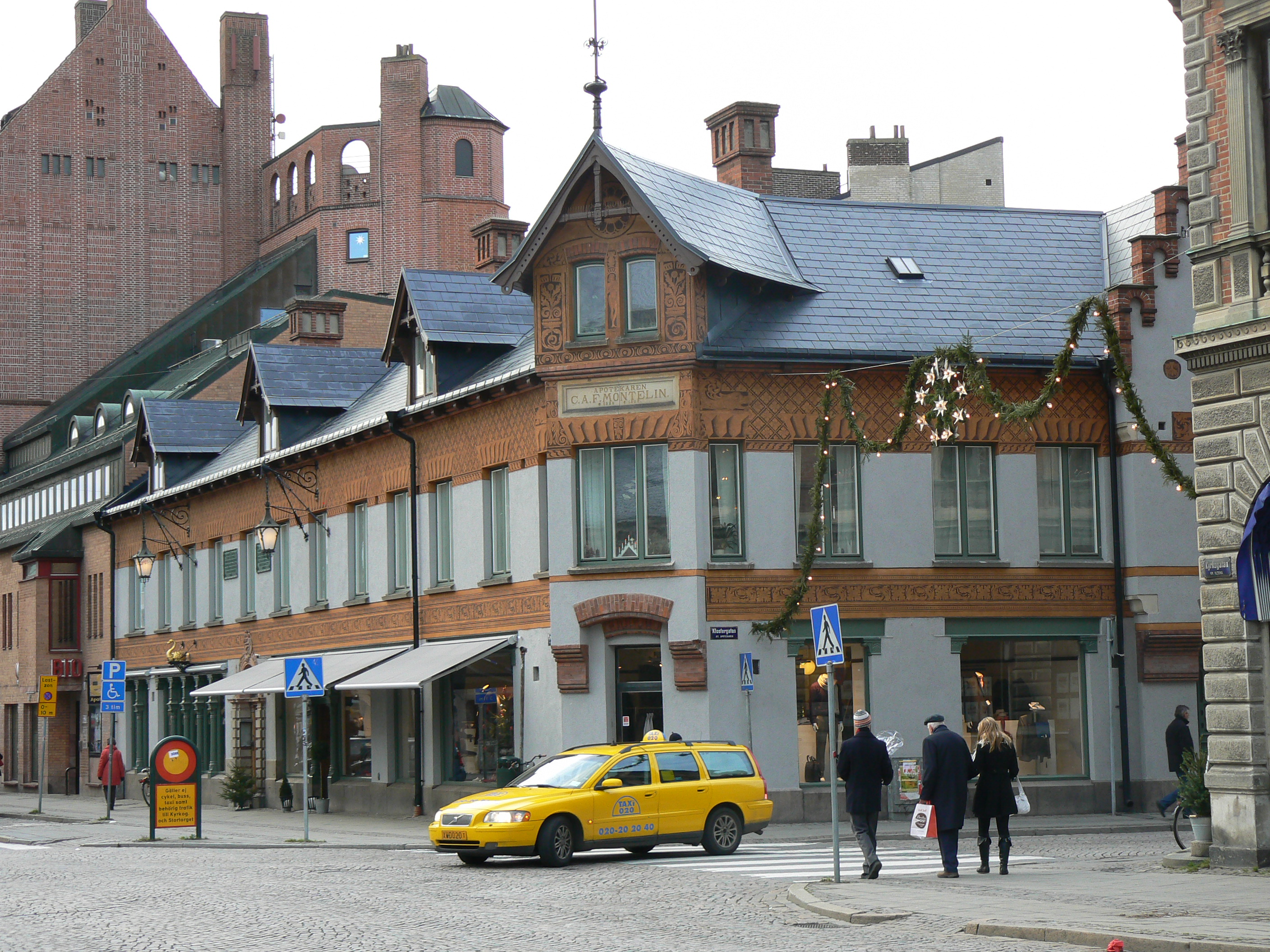
Apoteksbyggnaden, 2008

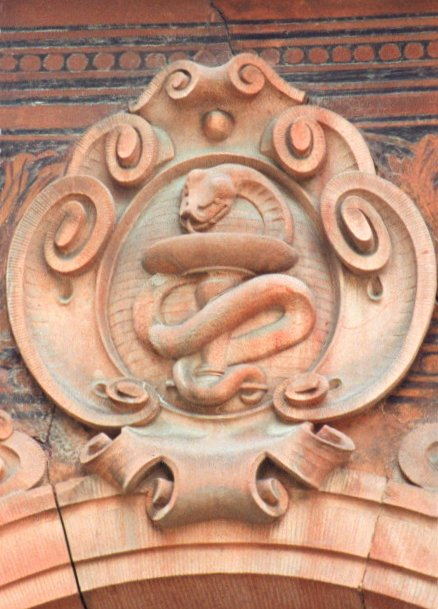
Kartusch med apoteksymbolen ormskålen ovanför entrén

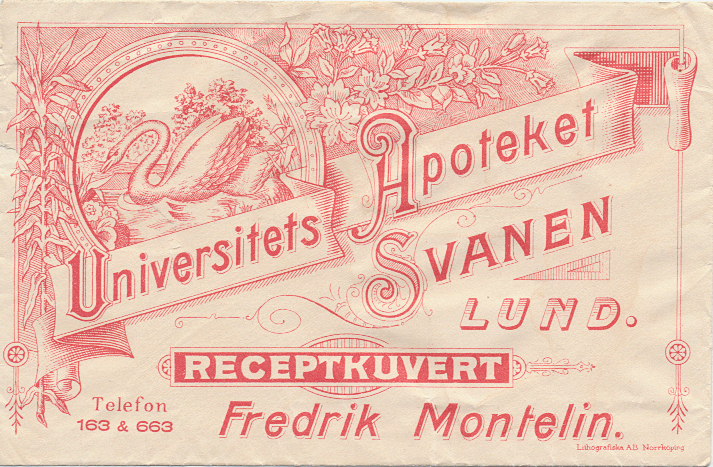

Apoteket Svanen är ett apotek som grundades i Lund 1627. Det har legat på sin nuvarande plats på Stora Kyrkogatan, mitt emot domkyrkan, sedan 1647. Mellan 1671 och 1852 lydde apoteket under universitetets jurisdiktion, och hade länge namnet Akademiapoteket. Först 1833 fick apoteket namnet Svanen. Det nuvarande gatuhuset, där apoteket ligger, byggdes om 1862, men genomgick en omfattande ombyggnad 1897–1899, ritad och ledd av arkitekten Folke Zettervall, son till Helgo Zettervall som restaurerade Lunds domkyrka. Entréns portal i sandsten tillkom dock år 1920 efter ritningar av Theodor Wåhlin. Apoteket har än idag kvar den gamla inredningen från 1800-talets slut. Längs med takbården runt om i det stora rummet/officinen samt entrén kan man läsa namn och tidsperiod för Apotekets föreståndare ända från starten 1627.

## Ett av Sveriges fyra kulturapotek
Svanen räknas som ett av landets mest intressanta kulturapotek, framför allt för sin inredning med träsniderier och intarsia-inläggningar i engelsk satinvalnöt. Den påkostade inredningen domineras av de snidade svanarna samt ornament av klassiska medicinalväxter i jugendstil med influenser av engelska Arts and Crafts-rörelsen. Annat som är värt att notera är glasmålningar av konstnären Anders Nilsson (1859–1936) föreställande ungdomens gudinna Idun med äpplen samt porträtt av apoteket ägare Fredrik Montelin. Över ingången till officinen finns sentensen Behållen hoppet I som inträden (Spem retinete vos quo intratis).
Exteriören av gråblå puts domineras av horisontella mönstrade band i så kallad sgraffito-teknik samt smäckra gjutjärnskolonner som bär upp skyltfönstren mot gatan. Genom fönstren syns snidade skärmar med ytterligare svanmotiv. Under takkupan vid hörnet Klostergatan/Kyrkogatan syns läkekonstens gud Apollon tillsammans med de delfiner som är hans kännetecken. Ovanpå syns även en vindflöjel med den klassiska apotekssymbolen med giftbägare och orm samt en flygande guldsvan.

## Senare historik och nedläggningshot
Det välbevarade apoteket blev med tiden ett "kulturapotek" inom Apoteksbolaget, medan andra apotek i centrala Lund erbjöd en mer komplett service.
När Apoteket Hjorten flyttade till större lokaler i hörnet i ett av Mårtenstorgets hörn 1986 övertog Hjorten även en del av Svanens funktioner, såsom öppethållande på söndagar och helger. Sommaren 2003 fick Lunds stadskärna ett tredje apotek när Apoteket S:t Knut öppnade vid Knut den Stores torg. Inför etableringen av S:t Knut var Svanen under 2002 nära nedläggning efter dispyt om hyran, men räddades den gången.
När apoteksmonopolet avskaffades under 2010 stannade Svanen kvar i statliga Apoteket AB:s ägo, medan de andra apoteken i centrala Lund såldes till privata aktörer. Svanen var Apoteket AB:s enda apotek i centrala Lund fram till oktober 2016 när ett nytt apotek öppnade i Tornabankens gamla byggnad vid Mårtenstorget.

## Nätverket Apoteket Svanens vänner
I maj 2019 meddelades det att Apoteket Svanen skulle läggas ned. Stängningsdagen planerades bli den 29 maj 2019. Detta ledde till protester och ett köpupprop för att stödja Svanen. Kontakter togs med Lunds politiker och med Apoteket AB:s ledning, och samtligas telefonnummer och e-postadresser förmedlades till lundaborna med uppmaning att protestera. Detta i sin tur ledde till att kommunstyrelsen i Lund skrev till Apoteket AB:s styrelse, och en manifestation samlade den 29 maj 2019 ett stort antal lundabor i protest mot nedläggningen. Dagen före stängningen meddelade Apoteket AB att stängningen skulle skjutas upp. Istället höll apoteket öppet några veckor till innan det stängdes för semester den 14 juni. Svanen öppnade igen den 16 september. Risken för ett nytt nedläggningsbeslut aktiverade Nätverket Apoteket Svanens vänner som hade bildats vid manifestation 29 maj 2019 av engagerade lundabor samt ideella organisationer, som alla värnar om Lunds kulturhistoria – Sydsvenska medicinhistoriska sällskapet, Lunds universitetshistoriska sällskap, Gamla Lund, Sveriges Äldre Läkare och Kulturen i Lund.

## Manifestation och positivt besked maj 2020
Vid en manifestation hållen av nätverket på årsdagen av den första manifestationen (28 maj) senare meddelade Apoteket AB att Apoteket Svanen förblir öppet och man skall göra en varsam ombyggnad i sep 2020. Den planerade renoveringen blev dock uppskjuten i exakt ett år på grund av Covid19-pandemin och genomfördes under oktober till december 2021. Den officiella återinvigning av apoteket är planerad till 17 december samma år.
Apotekets AB:s renovering och ombyggnation 2021 kunde ges ett kulturhistoriskt varsamt genomförande tack vare aktivt stöd av lundaborna genom Nätverket Apoteket Svanens vänner och lokala bidragsgivare. Ett omfattande bidrag från Länsstyrelsen Skåne gjorde den varsamma restaureringen av interiören möjlig. Birgit och Håkan Ohlssons Stiftelse bidrog till att apotekets exteriöra kännetecken, den förgyllda svanen, cykelstället och vindflöjeln, kunde återges sin forna glans. Fastighetsägaren Paulssons fastigheter gav sitt fulla stöd och underlättade nödvändiga förändringar. 

## Renovering och förändring i officinen
För att apoteket Svanen ska fungera som ett modernt apotek har Apoteket AB har vissa ändringar visat sig nödvändiga för att ge utrymme fler kunder och fler exponerade varuartiklar. Det handlar enligt Apoteket AB, om ökad konkurrens av andra apotek, näthandelns snabba expansion och ökade krav på säkerhet för personal, vilket leder till ökade personalkostnader. Ändringarna handlar om att bryta upp den klassiska kunddisken som sedan inredningen 1897 har skiljt besökare från personal. Disken består idag av två̊ mindre grindar med svarvade balusterdockor vid vardera kortsidan av disken, samt en central del av disken klädd med ett tiotal intarsiadekorerade träpaneler. Dessa träpaneler är ursprungliga men monterade på en nyare bänkstomme. En utgångspunkt för renoveringen har varit att omhänderta samtliga äldre träpaneler, somliga som återmonterade i ny inredning, somliga som monterade på väggytor. Det visade sig även möjligt att ta om hand en del av materialet i Kulturens föremålsmagasin och att återföra ett antal glasmålningar som vilat hos Kulturen.
Under hösten 2021 har ett omfattande renoveringsarbete ägt rum som innebär att – 
- Konservering har genomförts av interiört byggnadsbundet måleri i tak och på väggar samt kolonner, ådringsimiterande dekormåleri i tak och polykromt målade kolonner[31].
- Ytskikt på väggfasta snickerier där solblekning och åldrade lacker har missfärgat snickerierna har åtgärdats. En del äldre träboaseringar och intarsior har demonterats och åter monterats.
- Ett nytt stilenligt klinkergolv har lagts i officinen och det södra rummet. En del av ett polykromt klinkergolv, som förmodligen lades 1897, finns bevarat och skyddat med glas.
- Glasbokstäverna med förgylld grund som sitter på skyltfönstren har ersatts med hela mera hållbara bokstäver med samma utseende.
- Exteriört har apotekets skulpterade svansymbol förgyllts om. Även cykelstället och lyktorna från början av 1900-talet och vindflöjeln med den flygande guldsvanen har restaurerats.

Kulturen har genom Henrik Borg, stadsantikvarie i Lund 2009–2021, deltagit i planering och projektering av en varsam restaurering av inredning och interiört måleri samt golv på apoteket Svanen. Nätverket Svanens Vänner har genom kontinuerlig vaksamhet och dialog med Apoteket AB varit en drivande kraft för en stilenlig restaurering med bevarande av tidstypiska inslag såväl exteriört (den förgyllda svanen, cykelställ och vindflöjel) som i interiören med officinens disk, snickerier, dekormåleri, intarsior och tak. 

## Övrigt
I juli 2020 byggde konstnärskollektivet Anonymouse ett apotek i Lund och skickade ut ett pressmeddelande att "Anonymouse har hemester i grannkommunen Lund och besöker anrika Apoteket Cikadan". Av allt att döma är det en blinkning till anrika Apoteket Svanen - Lunds nästan 400-åriga apotek.